# Bezvěrov (Észak-plzeňi járás)
Bezvěrov település Csehországban, az Észak-plzeňi járásban. Bezvěrov Štědrá, Toužim, Nečtiny, Manětín, Krsy és Úterý településekkel határos. Lakosainak száma 666 fő (2024. január 1.).

## Népesség
A település lakosságának változását az alábbi diagram mutatja:
| Lakosok száma | 2557 | 2579 | 2647 | 801  | 688  | 616  | 668  | 651  | 664  | 666  |
|               | 1869 | 1890 | 1921 | 1950 | 1980 | 2001 | 2017 | 2019 | 2022 | 2024 |